# Prague Open 2024 - Doppio
Il doppio femminile del torneo di tennis professionistico Prague Open 2024, facente parte della categoria WTA 250 nell'ambito del WTA Tour 2024, si è giocato dal 22 al 26 luglio 2024 a Praga, in Repubblica Ceca. Nao Hibino e Oksana Kalašnikova erano le campionesse in carica, ma hanno scelto di non partecipare a questa edizione del torneo.
In finale Barbora Krejčiková e Kateřina Siniaková hanno sconfitto Bethanie Mattek-Sands e Lucie Šafářová con il punteggio di 6-3, 6-3. Šafářová ha fatto il suo ritorno nel circuito maggiore dopo ben cinque anni dal ritiro.

## Teste di serie
1. Barbora Krejčíková /  Kateřina Siniaková (Campionesse)
2. Shūko Aoyama /  Ena Shibahara (primo turno)

1. Hsieh Su-wei /  Tsao Chia-yi (semifinale, ritirate)
2. Camilla Rosatello /  Kimberley Zimmermann (semifinale)

## Wildcard
1. Renáta Jamrichová /  Laura Samson (primo turno)

1. Bethanie Mattek-Sands /  Lucie Šafářová (finale)

## Tabellone

### Legenda
| - Q = Qualificato - WC = Wild card - LL = Lucky loser | - ALT = Alternate - SE = Special Exempt - PR = Protected Ranking | - w/o = Walkover - r = Ritirato - d = Squalificato |

|  | Primo turno | Primo turno                | Primo turno                | Primo turno | Primo turno |  |  | Quarti di finale | Quarti di finale          | Quarti di finale          | Quarti di finale          | Quarti di finale          |                    |   | Semifinali | Semifinali                            | Semifinali                            | Semifinali                           | Semifinali                           |   |   | Finale | Finale | Finale | Finale | Finale |  |
|  |             |                            |                            |             |             |  |  |                  |                           |                           |                           |                           |                    |   |            |                                       |                                       |                                      |                                      |   |   |        |        |        |        |        |  |
|  | 1           | B Krejčíková K Siniaková   | B Krejčíková K Siniaková   | 6           | 6           |  |  |                  |                           |                           |                           |                           |                    |   |            |                                       |                                       |                                      |                                      |   |   |        |        |        |        |        |  |
|  | WC          | R Jamrichová L Samson      | R Jamrichová L Samson      | 3           | 4           |  |  | 1                | B Krejčíková K Siniaková  | B Krejčíková K Siniaková  | 6                         | 6                         |                    |   |            |                                       |                                       |                                      |                                      |   |   |        |        |        |        |        |  |
|  |             | A Fomina-Klotz E Jašina    | A Fomina-Klotz E Jašina    | 5           | 2           |  |  |                  | P Hon Z Sönmez            | P Hon Z Sönmez            | 4                         | 1                         |                    |   |            |                                       |                                       |                                      |                                      |   |   |        |        |        |        |        |  |
|  |             | P Hon Z Sönmez             | P Hon Z Sönmez             | 7           | 6           |  |  |                  |                           |                           |                           |                           |                    |   | 1          | B Krejčíková K Siniaková              | B Krejčíková K Siniaková              | B Krejčíková K Siniaková             | w/o                                  |   |   |        |        |        |        |        |  |
|  | 3           | S-w Hsieh C-y Tsao         | 5                          | 6           | [10]        |  |  |                  |                           | 3                         | S-w Hsieh C-y Tsao        | S-w Hsieh C-y Tsao        | S-w Hsieh C-y Tsao |   |            |                                       |                                       |                                      |                                      |   |   |        |        |        |        |        |  |
|  |             | M Kolodziejová J Malečková | 7                          | 1           | [4]         |  |  | 3                | S-w Hsieh C-y Tsao        | S-w Hsieh C-y Tsao        | 7                         | 6                         |                    |   |            |                                       |                                       |                                      |                                      |   |   |        |        |        |        |        |  |
|  |             | E Cascino Q Tang           | E Cascino Q Tang           | 7           | 6           |  |  |                  | E Cascino Q Tang          | E Cascino Q Tang          | 5                         | 0                         |                    |   |            |                                       |                                       |                                      |                                      |   |   |        |        |        |        |        |  |
|  |             | E Lechemia A Sharma        | E Lechemia A Sharma        | 5           | 4           |  |  |                  |                           |                           |                           |                           |                    |   | 1          | Barbora Krejčíková Kateřina Siniaková | Barbora Krejčíková Kateřina Siniaková | 6                                    | 6                                    |   |   |        |        |        |        |        |  |
|  |             | K von Deichmann K Zavac'ka | K von Deichmann K Zavac'ka | 3           | 2           |  |  |                  |                           |                           |                           |                           |                    |   |            |                                       | WC                                    | Bethanie Mattek-Sands Lucie Šafářová | Bethanie Mattek-Sands Lucie Šafářová | 3 | 3 |        |        |        |        |        |  |
|  |             | Q Gleason C Perrin         | Q Gleason C Perrin         | 6           | 6           |  |  |                  | Q Gleason C Perrin        | 5                         | 6                         | [5]                       |                    |   |            |                                       |                                       |                                      |                                      |   |   |        |        |        |        |        |  |
|  |             | M Kempen L Salden          | M Kempen L Salden          | 4           | 3           |  |  | 4                | C Rosatello K Zimmermann  | 7                         | 4                         | [10]                      |                    |   |            |                                       |                                       |                                      |                                      |   |   |        |        |        |        |        |  |
|  | 4           | C Rosatello K Zimmermann   | C Rosatello K Zimmermann   | 6           | 6           |  |  |                  |                           |                           |                           |                           |                    |   | 4          | C Rosatello K Zimmermann              | C Rosatello K Zimmermann              | 2                                    | 2                                    |   |   |        |        |        |        |        |  |
|  |             | S Feng J Kulambaeva        | S Feng J Kulambaeva        | 5           | 2           |  |  |                  |                           | WC                        | B Mattek-Sands L Šafářová | B Mattek-Sands L Šafářová | 6                  | 6 |            |                                       |                                       |                                      |                                      |   |   |        |        |        |        |        |  |
|  |             | B Palicová D Šalková       | B Palicová D Šalková       | 7           | 6           |  |  |                  | B Palicová D Šalková      | B Palicová D Šalková      | B Palicová D Šalková      |                           |                    |   |            |                                       |                                       |                                      |                                      |   |   |        |        |        |        |        |  |
|  | WC          | B Mattek-Sands L Šafářová  | B Mattek-Sands L Šafářová  | 6           | 7           |  |  | WC               | B Mattek-Sands L Šafářová | B Mattek-Sands L Šafářová | B Mattek-Sands L Šafářová | w/o                       |                    |   |            |                                       |                                       |                                      |                                      |   |   |        |        |        |        |        |  |
|  | 2           | S Aoyama E Shibahara       | S Aoyama E Shibahara       | 2           | 5           |  |  |                  |                           |                           |                           |                           |                    |   |            |                                       |                                       |                                      |                                      |   |   |        |        |        |        |        |  |